# Margaret Early
Margaret Early (25 de diciembre de 1919 – 29 de noviembre de 2000) fue una actriz cinematográfica de nacionalidad estadounidense, activa en Hollywood en las décadas de 1930 y 1940. Ella es recordada por su entrañable encanto como sureña de Estados Unidos.

## Biografía
Nacida en Birmingham (Alabama), en el seno de una familia 
baptista, ella se crio en una granja en la rural Alabama. En su juventud a menudo actuaba en obras religiosas en su iglesia, especialmente en concursos navideños. 
En la década de 1930 trabajaba como actriz teatral y entró en el cine. Su primer papel en la gran pantalla llegó en el film Damas del teatro (1937), junto a Katharine Hepburn, Ginger Rogers, y Adolphe Menjou. Su siguiente actuación llegó de la mano de Warner Bros. encarnando a la hija de Spring Byington en Jezabel (1938), frente a George Brent, Bette Davis y Fay Bainter. 
Posteriormente pasó a ser una actriz independiente, trabajando para estudios como RKO, Warner Bros., y Metro-Goldwyn-Mayer. Otras películas en las que participó fueron Judge Hardy and Son (1939), Strike Up The Band (1940), Andy Hardy's Private Secretary (1941), y Stage Door Canteen (1943). En 1947 hizo su última actuación para el cine en Cinderella Girl.
Pasó el resto de su vida en Laguna Beach (California), participando en las actividades de la Iglesia Baptista y del Partido Republicano de los Estados Unidos. Mantuvo una buena amistad con Cheryl Walker, Mickey Rooney, Bette Davis, Ginger Rogers, Katharine Hepburn, Laraine Day, Henry Fonda, Cary Grant, Joel McCrea, y Dennis Morgan.
Margaret Early falleció en el año 2000 en su domicilio en Laguna Beach a causa de una insuficiencia cardiaca. Tenía 80 años de edad.